# San Lucas, Michoacán
San Lucas là một đô thị thuộc bang Michoacán, México. Năm 2005, dân số của đô thị này là 16953 người.